# Исповест из харема
Исповест из харема је документарни роман Бранка Миленковића, објављен 1998. године за Ралон интерпром у 700 примерака. Књига је постала бестселер након што је поново објавила издавачка кућа Легенда из Чачка 2001. године, након чега је доживела више издања и била продавана на киосцима широм Србије. Роман је наводно истинита приповест девојке из Београда, под псеудонимом Тања, која је побегла из белог робља, и своју причу износи у виду интервјуа аутору Бранку.  У Панчевачком читалишту, листу Градске библиотеке Панчево, објављен је чланак Милуна Васића Исповест из харема (не)укус читалачке публике, с обзиром на то да је књига била једна од најчитанијих у библиотекама 2006. године.

## Радња
Роман почиње 1991. године, млада девојка "Тања", ради у бутику, упознаје бизнисмена по имену Мајкл, он јој нуди посао вођења бутика у Риму, али је на превару одводи у Дубаи. Одводи је код Арапина по имену Хафез, који је оставља заробљену у мрежи проституције код богатог моћника, где постаје део његовог харема у једној палати. Тамо је било и других девојака из Чешке и Холандије и других  земаља. Мушкарац код кога је одведена у робље се у исповести помиње као "Господар". Једном је успела да побегне, али је полиција вратила богаташу код кога је била заробљена, након чега је била претучена и мучена. Наводи се да је током свог ропства била и сведок убиства младића од око 30 година, који је био белац, неарапског порекла. Са другим девојкама водили су је и у Москву, приликом пословних путовања Господара. Две године након боравка у харему, долази нова девојка Данијела из Хрватске. За разлику од Тање, она је ту била својевољно, за новац. У току својих излазака са својим господаром и осталим девојакама, на једној вечери препознаје плавокосу певачицу из Србије, која се тајно у Уједињеним Арапским Емиратима бави проституцијом. Тања је у више наврата покушавала да замоли странце да јој помогну, конобаре, једну лекарку, након чега је продата једном бизнисмену Исмиру у Истанбул. Он је подводи пријатељима и пословним сарадницима. Тања упознаје Сафета, мушкарца који покушава да јој помогне да побегне. Помаже јој да пређе преко границе, где је даље кроз Бугарску води младић који се зове Кирил. Успева да уђе у Србију и врати се својој породици.
Роман се завршава интервјом са новинаром Аргумента, где је објављена њена исповест, у којој она каже да није у вези, да ретко излази, и да не жели да се њена прича екранизује.